# Pabellón de Deportes Toa Payoh
El Pabellón de Deportes Toa Payoh (en inglés: Toa Payoh Sports Hall) está situado en el corazón de una comunidad residencial en la región central de Singapur, y es parte del Centro de Deportes y Recreación Toa Payoh. 
El pabellón se encuentra en Toa Payoh, uno de los primeros espacios de vivienda pública en Singapur. 
Con un aforo de 2.000 espectadores el escenario ha acogido a una gran variedad de eventos deportivos. 
Fue la sede de la competición de tenis de mesa durante los Juegos del Sudeste Asiático en 1993. 
El Toa Payoh fue mejorado y se convirtió en la sede de la primera edición de levantamiento de pesas y voleibol de los Juegos Olímpicos de la Juventud.